# Tatiana Ivanova
Pour les articles homonymes, voir Ivanova.
Tatiana Ivanovna Ivanova (en russe : Татьяна Ивановна Иванова, Tatiana Ivanovna Ivanovna) née le 16 février 1991 à Tchoussovoï (krai de Perm) est une lugeuse russe.

## Carrière
Elle débute en Coupe du monde en 2008-2009, et est révélée lors des Jeux de Vancouver 2010 avec une quatrième place à seulement 8 centièmes de la médaille de bronze. Elle monte sur son premier podium à la fin de la saison 2010-2011 à Sigulda. Aux mondiaux 2012 à Altenberg, elle prend une médaille d'argent à un dixième de la championne olympique Tatjana Hüfner. Quatre ans après les Jeux olympiques de Sotchi, quatrième en simple et médaillée d'argent par équipe.
En décembre 2017, Tatiana Ivanova et douze autres athlètes russes sont privés de ses médailles et bannis à vie à la suite d'accusations de dopage lors des Jeux olympiques de Sotchi 2014. 
En janvier 2018, Albert Demtchenko et Tatyana Ivanova ont fait appel avec succès de l'interdiction à vie ainsi que de la décision de retirer ses médailles des Jeux olympiques de Sotchi au tribunal arbitral du sport. En conséquence, sa médaille d'argent est rétablie,.
Lors de sa participation à la Coupe du monde de luge à Sotchi, en novembre 2021, elle souffert d'une fracture de l'os et des ligaments de la jambe et doit quitter la compétition en fauteuil roulant. Trois mois plus tard, aux Jeux olympiques d'hiver de Pékin, elle remporte la médaille de bronze en simple,.

## Palmarès

### Jeux olympiques d'hiver
- Sotchi 2014  :   Médaille d'argent dans la compétition par équipes et septième du simple.
- Pékin 2022  :   médaille de bronze en simple.

### Championnats du monde
- Altenberg 2012 :  médaille d'argent en individuel et  médaille d'argent par équipes.
- Sigulda 2015 :   médaille d'argent en simple.
- Sigulda 2015 :   médaille d'argent  par équipes.
- Königssee 2016 :   médaille de bronze en simple.
- Igls 2017 :   médaille de bronze par équipes.
- Winterberg 2019 :   médaille d'or par équipes.
- Sotchi 2020 :   médaille d'argent en simple.

### Coupe du monde
- Meilleur classement général : 2e en 2016 et 2020.
- 34 podiums individuels : 
  - en simple : 13 victoires, 7 deuxièmes places et 8 troisièmes places.
  - en sprint : 4 victoires et 2 troisièmes places.
- 28 podiums en relais : 9 victoires, 9 deuxièmes places et 10 troisièmes places.

### Championnats d'Europe
- médaille d'or du simple en 2010, 2012, 2018, 2020 et 2021.
- médaille d'or par équipes en 2012 et 2021.
- médaille d'argent du simple en 2014 et 2017.
- médaille d'argent par équipes en 2015.
- médaille de bronze du simple en 2015 et 2016.
- médaille de bronze par équipes en 2013, 2016 et 2022.